# Jón Þórðarson
Jón Þórðarson (Thordharson, m. 1397) fue un sacerdote católico e historiador islandés conocido principalmente por ser el autor de la primera parte del compendio medieval Flateyjarbók.

## Biografía
No hay muchos datos sobre su vida, salvo detalles que aparecen en las aportaciones literarias y algunos registros legales. Su nombre aparece en una carta fechada el 2 de abril de 1397, donde se menciona que era sacerdote y fue testigo de una compra-venta de tierras en el distrito de Hrísum, en Þingeyjarsýsla.
Es probable que también sea el mismo Jón Þórðarson, mencionado como uno de los doce jueces de un tribunal en Víðitalstunga, Vestur-Húnavatnssýsla el 10 de julio de 1384. 
La enciclopedia biográfica islandesa Íslenzkar Æviskrár solo cita: «† en 1400, sacerdote en Nordland, 1386 consejero en Reynistað, autor de la primera parte de Flateyjarbók». El monasterio de Reynistað está emplazado al este de Víðitalstunga. En Flateyjarannáll, entrada para 1394, cita el regreso de Jón Þórðarson acompañando al nuevo obispo en Skálholt. Jón estuvo trabajando seis años en la iglesia de la Santa Cruz.
En Diplamatarium Norwegicum se conserva una carta pastoral del obispo Jacob de Bergen, fechada el 11 de marzo de 1390, donde al final se invita a Jón Þórðarson, a visitar la comunidad de la iglesia de Bergen para la Pascua. Al margen de los estrechos lazos entre Islandia y Noruega, la participación de un sacerdote islandés no debía ser inusual, aunque probablemente también pudo afectar que la muerte negra diezmase la comunidad religiosa y fuese necesario tomar sacerdotes de otras latitudes. 
Existe una carta del sacerdote Jón Þórðarson fechada el 6 de noviembre de 1383, dirigida a la abadesa Óddbjörg del monasterio de Reynistað, en la cual promete una gran suma de dinero. Es posible que ese viaje a Bergen obligase a neutralizar su trabajo con Flateyjarbók que inició hacia 1387, posiblemente durante su estancia en Reynistaður o Víðidalstunga, que luego no reanudó pues regresó en 1394 y murió tres años más tarde.

## Estilo
Jón Þórðarson mostraba una peculiaridad en la ortografía. Algunas palabras que finalizaban en -at, las escribía como -ath, si la palabra se emplazaba al final de la línea, como si tuviera miedo de las líneas, pues de otra forma no encajaba para adaptarse a cada columna.